# Kinesioterapia

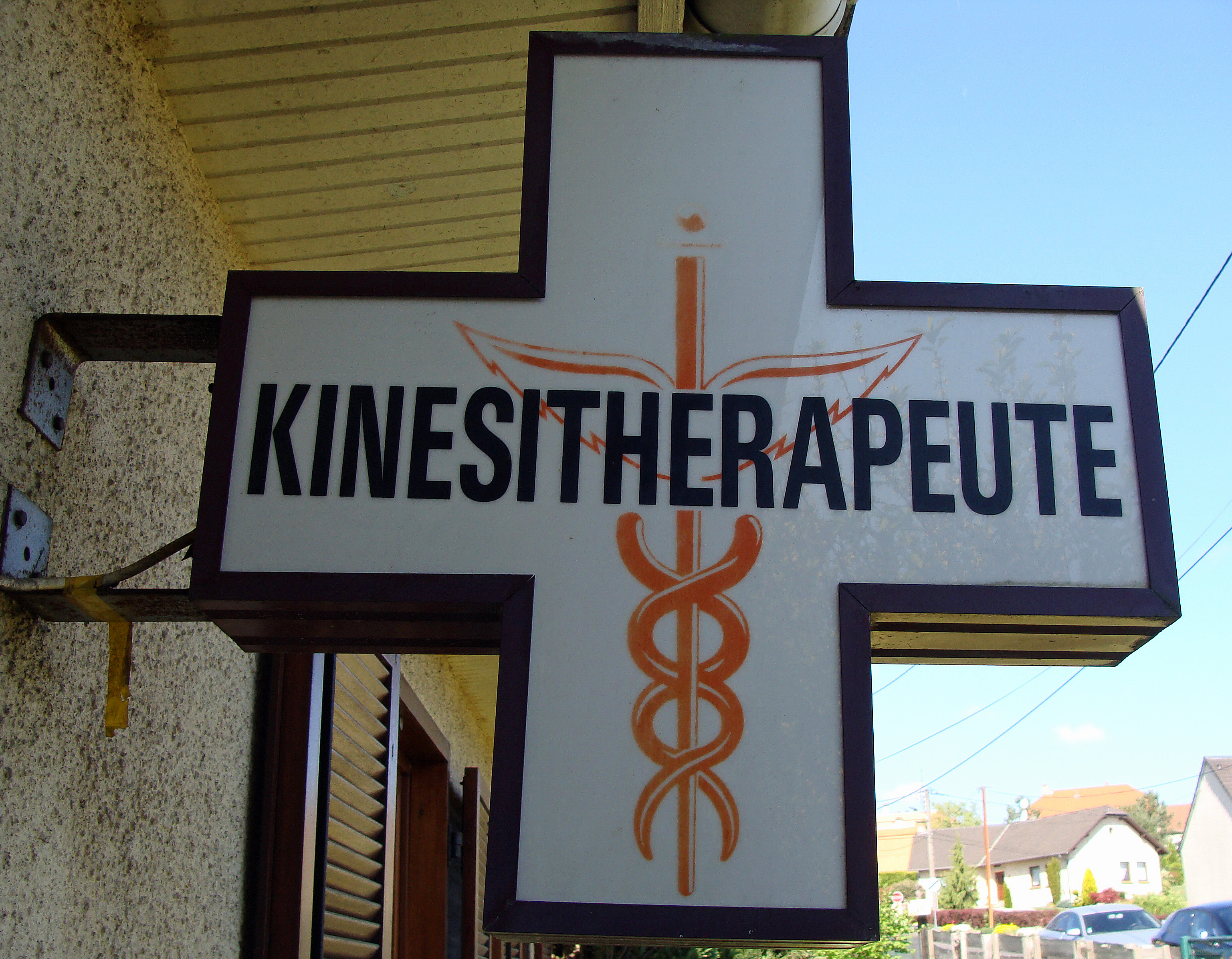
Cartel de una consulta de fisioterapia, rue du Stade en L'Hôpital Moselle.

La kinesioterapia, kinesiterapia o cinesiterapia (en algunos países) es la ciencia del tratamiento de enfermedades y lesiones mediante el movimiento.
Está englobada en el área de conocimiento de la fisioterapia.

Constituye un pilar básico del conjunto de técnicas de la fisioterapia. 
Proviene de la combinación de dos palabras griegas: kinesis (movimiento) y terapia (curación o cuidado).
La Cinesiterapia utiliza el movimiento en una gran variedad de modalidades para buscar efectos terapéuticos, como prevención o como tratamiento cuando ya existe patología.

## Objetivos
- Mantener una capacidad funcional normal.
- Perfeccionar la respuesta muscular.
- Estimular la propiocepción del movimiento.
- Recuperar rangos de movimientos.
- Tratar incapacidades como la tetraplejía, paraplejía así como Hemiplejias.
- Evitar la rigidez articular.
- Prevención y tratamiento de enfermedades respiratorias.

## Tipos
- Preventiva
- Curativa

Éstos a su vez se dividen en:
- Activa: Es el paciente el que la realiza. Puede ser asistida (con ayuda), libre, o resistida (contra resistencia).
- Pasiva: El paciente no hace nada. Suele ser a nivel articular (presiones, torsiones, flexiones y tracciones).

La mecanoterapia es la utilización de máquinas para la realización de movimientos específicos de la cinesiterapia.

## Efectos fisiológicos de la movilización
- Locales:

- Estimulación de la función osteoblástica. Favorece la creación de hueso.
- Aumento de la combustión de glucógeno del músculo y aumenta la hiperemia, por lo que hay una mayor nutrición a nivel muscular.
- Estimula la secreción de líquido sinovial, lo que disminuye la atrofia del cartílago disminuyendo o previniendo la posibilidad de padecer artrosis.
- Mejora la nutrición de los nervios periféricos.
- Generales:

- Aumenta la temperatura corporal.
- Mayor riqueza de oxígeno.
- Mayor exaltación de la funcionalidad de los órganos.
- Mejor funcionamiento fisiológico.

## Contraindicaciones
- Infecciones agudas.
- Osteítis.
- Cardiopatías descompensadas.
- Embarazadas.